# Sepiola tridens
Sepiola tridens is een inktvissensoort uit de familie van de Sepiolidae. De wetenschappelijke naam van de soort werd voor het eerst geldig gepubliceerd in 2010 door de Heij & Goud.